# 蔗糖不耐症
蔗糖不耐受或遺傳性蔗糖酶異麥芽糖酶缺乏症(GSID) 是蔗糖異麥芽糖酶（一種蔗糖（糖）和澱粉（例如穀物）正常代謝所需的酶）不產生或產生的酶具有部分功能的情況或小腸無功能。所有 GSID 患者都缺乏功能齊全的蔗糖酶，而異麥芽糖酶的活性可以從最小的功能變化到幾乎正常的活性。殘留異麥芽糖酶活性的存在可以解釋為什麼一些 GSID 患者比其他 GSID 患者更能耐受飲食中的澱粉。

## 體徵和症狀
- 腹部絞痛和腹脹
- 腹瀉和便秘
- 嘔吐
- 低血糖和頭痛
- 體重增加和生長不良
- 上呼吸道和病毒性疾病
- 焦慮和心悸
- 產氣過多

## 原因
蔗糖不耐症可能是由基因突變引起的，其中父母雙方都必須包含該基因才能讓孩子攜帶這種疾病（所謂的原發性蔗糖不耐症）。蔗糖不耐受也可能由腸易激綜合症、衰老或小腸疾病（繼發性蔗糖不耐受）引起。有用於幫助確定一個人是否患有蔗糖不耐受的特定測試。最準確的測試是酶活性測定，這是通過對小腸進行活檢來完成的。該測試是對 GSID 的診斷。其他可以幫助診斷 GSID 但不能真正診斷該疾病的測試是蔗糖呼氣測試，以及測試是否存在被認為導致 GSID 的某些基因的基因測試。 蔗糖（又稱蔗糖）是一種二糖，是由葡萄糖和果糖鍵合而成的雙醣鏈。人們認為，大多數蔗糖不耐受病例是由常染色體隱性遺傳代謝疾病引起的。根據新數據，具有雜合子和復合雜合子基因型的患者也可能有症狀表現。GSID涉及酶蔗糖酶-異麥芽糖酶的缺乏 ，它破壞了葡萄糖和果糖分子之間的鍵。當雙醣被消耗時，它們必須在腸道中被酶分解成單醣才能被吸收。單醣或單醣單位被直接吸收到血液中。
蔗糖酶缺乏可能導致糖吸收不良，從而導致潛在的嚴重症狀。由於蔗糖酶-異麥芽糖酶參與澱粉的消化，一些 GSID 患者可能也無法吸收澱粉。對於蔗糖不耐受的人來說，盡可能減少蔗糖的攝入是很重要的。營養補充劑或藥物可作為缺失酶的替代品或將健康菌體引入免疫系統。

## 診斷
相當常見但難以診斷的慢性胃腸道症狀可能是由先天性蔗糖酶-異麥芽糖酶缺乏症 (CSID) 引起的。CSID是一種以消化酶功能失調為特徵的遺傳性疾病。
消化酶蔗糖酶-異麥芽糖酶的目的是分解複合糖蔗糖（食糖）和澱粉糖，使它們小到足以從胃腸道吸收。
除 CSID 外，胃腸道感染、乳糜瀉或克羅恩病等原發性胃腸道疾病可暫時抑制蔗糖酶異麥芽糖酶的消化功能，導致獲得性蔗糖酶異麥芽糖酶缺乏症 (SID)。一旦潛在的疾病得到治療和解決，SID 的症狀通常會消失。
每當一個人食用含有蔗糖或澱粉糖的食物時，蔗糖酶 - 異麥芽糖酶功能的缺乏或缺乏都可能導致慢性胃腸道症狀，這些食物在碳水化合物中很常見。事實上，蔗糖酶-異麥芽糖酶負責消化所有含有蔗糖的食物和大約 60% 至 80% 的所有含有澱粉糖的食物。當蔗糖或澱粉糖未被胃腸道吸收時，它們會在進入大腸（結腸）發生兩件事：
- 食物通過稱為滲透的過程吸收過量的水，從而產生水樣腹瀉。
- 食物通過稱為發酵的過程被存在於結腸中的正常細菌分解；所有發酵的副產品包括過量氣體的產生和酸性環境。

與 CSID 相關的胃腸道症狀的發生時間是獨特的。CSID 症狀是頻繁的日常事件；它們是終生的，而且它們是餐後的（在吃完食物後發生）。這些症狀從輕微到嚴重不等，包括慢性、水樣、酸性腹瀉；腸氣和腹脹; 噁心; 和腹痛。
嬰兒在開始食用含蔗糖和澱粉的食物（例如果汁、固體食物和用蔗糖增甜的藥物）之前可能不會出現 CSID 症狀。慢性水樣腹瀉和發育遲緩是嬰幼兒最常見的症狀。其他症狀包括腹脹、脹氣、絞痛、易怒、臀部擦傷、酸性腹瀉引起的嚴重尿布疹、消化不良和嘔吐。
患有 CSID 的成年人通常很瘦，體重指數低，不喜歡吃碳水化合物和“甜食”。由於 CSID 是一種遺傳性疾病，因此 CSID 患者通常有近親也患有慢性腹瀉。
確定慢性胃腸道症狀的原因可能需要很長時間，因為這些症狀對於許多胃腸道疾病來說可能很常見。一種診斷方法被認為是診斷 CSID 的金標準，它測量四種消化複合糖（也稱為二糖）的腸道酶的活性水平。在小腸中消化的四種二糖是乳糖、蔗糖、麥芽糖和異麥芽糖。
這種稱為雙醣酶測定的診斷方法是在內窺鏡檢查過程中對取自小腸的組織樣本進行的，也稱為上消化道（胃腸道）檢查。如果蔗糖酶活性水平低於正常蔗糖酶功能所必需的水平，則患者將被診斷為 CSID。
無創診斷方法包括兩種呼氣測試，它們可能是有用的篩查工具，但對於確診 CSID 的特異性不夠。
其中第一個是氫氣/甲烷呼氣測試，它測量一個人在飲用含糖水後呼出的氫氣和甲烷氣體的量。在飲用含糖水後的三個小時內，每隔 30 分鐘將呼出的氣體收集在密封試管中。如果一個人患有 CSID，並且腸道中幾乎沒有或沒有工作的蔗糖酶-異麥芽糖酶，則會產生高於正常水平的氫氣和/或甲烷並在呼氣中呼出。然而，患者呼出過量氫氣和/或甲烷氣體可能還有其他原因，例如小腸中細菌過度生長，稱為小腸細菌過度生長 (SIBO)。第二個呼氣測試稱為碳 13 (13C) 呼氣測試。碳 13 是一種穩定的碳同位素，天然存在於蔗糖中，因此可以通過測量飲用糖水溶液後呼出的 13CO2 的量來跟踪一個人消化和吸收蔗糖的能力。在此呼氣測試中，在飲用糖水溶液後的 90 分鐘內，每隔 30 分鐘將呼出的呼氣收集在密封試管中。如果呼出的 13CO2 累積量低於蔗糖被蔗糖酶消化時的正常水平，則此人可能患有 CSID，此人應接受醫生的進一步檢查。
13C 呼氣測試的結果被認為比氫氣/甲烷呼氣測試更能確定 CSID，儘管這兩種測試本身都無法提供 CSID 的診斷。在這兩種呼氣測試中，糖的消耗可能會導致患有 CSID 的人出現嚴重的胃腸道症狀。因此，這些呼氣測試應在醫療保健專業人員的監督下進行。
一個相對較新的、顯示出前景的非侵入性測試是基因 SI 的基因測試，該基因編碼蔗糖酶-異麥芽糖酶。[3]該測試需要從臉頰內側取出組織拭子。迄今為止，已在被診斷患有 CSID 的患者中發現了 37 種 SI 基因異常變異。
對已知導致 CSID 的 37 種 SI 基因變異中的一種或多種進行陽性基因檢測可以幫助確認 CSID 的診斷。然而，陰性基因檢測不能排除 CSID 的診斷。SI 基因有 2,000 多種不同的變異，其中許多變異導致 CSID 的能力尚未研究。因此，陰性基因測試僅意味著該人不攜帶已知與 CSID 相關的 37 種 SI 基因變異之一，但他們可能具有尚未被確定為與 CSID 相關的 SI 基因變異。可能導致 CSID。
雖然呼氣測試和基因測試尚未被證實可診斷 CSID，但它們可能成為有助於識別 CSID 患者的重要測試。與所有診斷一樣，CSID 的診斷取決於將醫生的臨床發現與客觀測試的結果相結合。體格檢查、病史和其他輔助檢查，例如酸性糞便的糞便 pH 測試，可以幫助診斷 CSID。
如果進行活檢在臨床上不合適或難以進行，或者如果 CSID 診斷存在疑問，醫生可能會建議進行為期兩週的酶替代治療試驗。如果患者表現出症狀減輕，則認為是 CSID 的診斷。

## 治療
管理與 CSID 相關的胃腸道症狀的兩種方法是：
- 飲食調整，消除或限制食用含有蔗糖（食糖）或澱粉糖的食物

- 使用酶替代療法來替代缺乏的蔗糖酶的作用。這種藥物需要醫生的處方。

### 飲食調整
消化蔗糖或澱粉糖的能力水平對於每個患有 CSID 的人來說都是獨一無二的，並且取決於許多因素，包括以下因素：
- 消化酶蔗糖酶-異麥芽糖酶的個體功能水平
- 胃腸道的其他功能如何運作
- 消耗了多少蔗糖和澱粉糖
- 如果一個人有任何其他可能影響消化的健康問題

由於這些原因，限制性飲食需要針對每位患有 CSID 的患者。在對飲食進行任何改變之前，患者與醫療保健提供者交談很重要，尤其是在患者體重過輕或體重未按預期增加的情況下。
還建議患者與註冊營養師或營養師合作，他們可以幫助確定可以耐受的食物和不能耐受的食物。註冊營養師或營養師也可以幫助患者計劃飲食，以滿足正常生長和發育的營養需求。可能需要維生素、礦物質和其他補充劑來滿足所有營養需求。

## 流行病學
格陵蘭因紐特人（5-10%）、阿拉斯加（3-7%）和加拿大（約3%）的患病率最高。歐洲血統的流行範圍從 0.2% 到 0.05%。與白種人相比，非洲裔美國人和西班牙裔的患病率較低。

## 另見
- 果糖吸收不良
- 消化系統疾病
- 乳糖不耐症
- 食物不耐症